# Amtsgericht Czarnikau
Das Amtsgericht Czarnikau (später Amtsgericht Scharnikau genannt) war ein preußisches Amtsgericht mit Sitz in Czarnikau (bzw. Scharnikau).

## Geschichte
Das königlich preußische Amtsgericht Czarnikau wurde mit Wirkung zum 1. Oktober  1879 als eines von 13 Amtsgerichten im Bezirk des Landgerichtes Schneidemühl im Bezirk des Oberlandesgerichtes Marienwerder gebildet. Der Sitz des Gerichtes war  Czarnikau. Sein Gerichtsbezirk umfasste den Kreis Czarnikau ohne die Teile, die den Amtsgerichten Filehne und Schönlanke zugeordnet waren. Am Gericht bestanden 1880 drei Richterstellen. Das Amtsgericht war damit ein mittelgroßes Amtsgericht im Landgerichtsbezirk. Gerichtstage wurden in Theerkeute gehalten.
Der Amtsgerichtsbezirk kam aufgrund des Versailler Vertrages 1919 zu Polen, und das Amtsgericht stellte seine Arbeit ein. Der Rest des Sprengels des Amtsgerichtes Czarnikau, der beim Deutschen Reich geblieben war, wurde dem Amtsgericht Schönlanke zugeordnet. Diese Änderungen traten zum 1. Januar 1920 in Kraft.